# Arghun Shah
|  | Per a altres significats, vegeu «Arghun Shah (desambiguació)». |

Amir Arghun shah ben Nawruz ben Arghun Agha(`+1345/1346), fou el cap (amir buzurg o gran amir) del grup tribal militar mongol dels Ja'un-i-Qurban que va dominar el Khurasan a la mort d'Abu Said Bahadur Khan el 1335 i fins a la seva mort. Era net del mongol Argun Aga, que fou governador del Khurasan (243/1244) i en diversos moments recaptador d'impostos a la zona i fill del amir Nawruz, també governador del Khurasan i dos vegades rebel contra el gran kan. El 1335 els Ja'un-i-Qurban dominaven la conca del Atak i més enllà de les muntanyes l'alta conca del Atrek i la conca de Kashif Rud, amb les ciutats (entre d'altres menors) de Yazir, Nasa, Abiward, Kabushan (Kushan), Tus i Mashad, a més d'administrar una part de Nixapur. La resta de Nixapur i les ciutats de Sabzawar (Bayhak) i Juvain (Juwayn) estaven sota control d'Ala al-Din Muhammad Faryumadi.
A la mort del kan, el governador Ali ibn Ali Qushji va proposar donar suport com a nou kan a Togha Temur, el tuman del qual estaba entre el nord de Gurgan (la regió de Kalbush) i els altres notables del territori, com Faryumadi, el mateix Arghun Shah i el senyor del Kuhistan Abd-Allah ben Mulai ho van acceptar. Togha Temur fou proclamat i es va establir una cort en la qual Faryumadi era wazir i Shaikh Ali ibn Ali Qushji segurament amir al-omara (comandant en cap).
Quan l'exèrcit de Togha Temur va arribar a Bistam, Arghun Shah i al-Mulai van abandonar l'expedició probablement per desacord amb Qushji, els plans del qual devien conèixer i no els agradaven. L'exèrcit del kan, unit a les forces oirats del pretendent Musa Khan, van arribar a Sultaniya (març/abril de 1337) però foren derrotades per Hasan Buzurg el juny de 1337. En la retirada Arghun Shah ja els esperava i va fer presoner a Bistam a Ali ibn Ali Qushji i el va executar enviant el seu cap al jalayírida.
Aquest va nomenar governador del Khurasan a Muhammad al-Mulai que va arribar al Khurasan a finals d'estiu del 1337. Togha Temur estava disposat després de la derrota a reconèixer l'autoritat de Hasan Buzurg (i el seu kan titella Muhammad Khan) però Arghun Shah es negava a reconèixer al jalayírida i va convèncer el kan de resistir. Arghun Shah fou nomenat amir al-umara del kan. Les forces combinades del kan i d'Arghun Shah van derrotar Muhammad Mulai que va ser fet presoner i executat (inicis del hivern del 1337).
El 6 de juliol de 1338 Hasan Buzurg fou derrotat per Hasan Kučik de la facció cobànida el qual va demanar l'aliança del Khurasan i Arghun Shah i Togha Temiur van acceptar. A mes Hasan Buzurg es va afegir i va començar a negociar el reconeixement de Togha Temur. El 1739 el kan va marxar a l'oest on s'esperava que seria reconegut per tots però una intriga de Hasan Kučik ho va esguerrar i Hasan Buzurg va denunciar al kan davant d'Arghun Shah. Togaha Temur, poc amic de les intrigues, es va retirar al Gurgan.
Arghun Shah devia donar el seu acord a la pau amb els sarbadar (1338) ja que durant el 1338 i 1339 no consten activitats militars. Però el 1340 els sarbadars van decidir aprofitar l'absència del kan Togha Temur per atacar els Ja'un-i-Qurban. Segurament Arghun Shah havia enviat gran part de les seves forces tribals (que dissolt l'exèrcit del Khurasan al servei del governador després de l'execució del governador Muhammad Mulai el 1338, eren les forces principals de la província després de les forces tribals del mateix kan) a posar-se a disposició d'Ali Kawan (Ke'un) el germà del kan, per la campanya a l'oest (les forces d'Ali Keun foren derrotades i en bona part destruïdes en la campanya). Hasan Juri, el co-lider sarbadar, que havia estat presoner a Yazir (prop de Nasa en territori dels Ja'un-i-Qurban) i alliberat mercés a l'actuació de Masud, el líder de Sabzawar, desitjava venjar el seu empresonament. Al moment de l'atac Togha Temur no podia reaccionar i ajudar el seu aliat Arghun Shah i aquest va fer considerables errors estratègics: els defensor sorpresos van fer atacs separats i descoordinats contra els atacants el que va permetre a aquests destruir les forces enemigues totalment; els sobrevivents es van retirar cap a Tus i van abandonar Nixapur als sarbadars.
Masud de Sabszawar va intentar mantenir la lleialtat a Togha Temur continuant encunyant moneda i llegint la khutba amb el seu nom, però Ali Kawan (Ke'un), derrotat en la campanya, pressionava a son germà el kan per una campanya que li pogués retornar l'honor; Arghun Shah i Ala al-Din Muhammad Faryumadi també pressionaven perquè la pèrdua de Nixapur minvava la seva recaptació. Es va preparar un nou exèrcit que va atacar els sarbadars. Les fonts difereixen on fou la batalla: o prop de Sabzawar o al riu Atrek; però la victòria dels sarbadars no deixa lloc a dubte. Ali Kawan o Keun va morir i el seu exèrcit fou aniquilat i perseguit cap al Mazanderan (29 de juliol de 1342). El mateix wazir del kan, Ala al-Din Muhammad Faryumadi va resultar mort i també Abd-Allah ben Mulai del Kuhistan. Bona part dels territoris del Khan foren ocupats i Masud va reconèixer al sultà cobànida Malik Hasan-i Kučik i el seu kan titella Sulayman Khan com a sobirans en el lloc de Togha Temur. Però a l'any següent l'atac al Mazanderan, els poders del qual protegien al kan, va acabar amb la derrota d'Amol i la captura i execució de Masud, Els sarbadars van perdre tots els territoris occidentals (Astarabad, Gurgan i Kulbash i les ciutats de Kumis, amb únicament Damghan oscil·lant entre els dos poders) i el govern de Sabzawar va haver de reconèixer altre cop a Togha Temur.
Arghun Shah segurament no va poder recuperar Nixapur; va mantenir el seu suport al kan, però no tenia gaire poder. Va morir el 1345 o 1346 i el va succeir el seu fill Muhammad Beg.